# دائرة المكتبة الوطنية الأردنية
دائرة المكتبة الوطنية الأردنية، وكانت قد تأسست تحت تسميات مختلفة أولها عند التأسيس (مديرية المكتبات والوثائق الوطنية) جاءت لتحل محل دائرة المكتبات والوثائق الوطنية. وقد ضبط نظامها طبقاً لنظام رقم -59- لسنة 1996.

## تاريخها[2]
- 1977: تأسيس مديرية المكتبات والوثائق الوطنية
- 1990: استبدال مديرية المكتبات والوثائق الوطنية بـ:
- دائرة المكتبة الوطنية
- مركز الوثائق والتوثيق
- 1994: دمج دائرة المكتبة الوطنية ومركز الوثائق والتوثيق بدائرة واحدة مستقلة ترتبط بوزير الثقافة تحت اسم دائرة المكتبة الوطنية.

## رئاسة المكتبة
- الدكتور نضال إبراهيم الأحمد. (2018-الآن)
- فراس علي الحديد - مديرعام بالوكالة (2017-2018)
- محمد أمين يونس مرزوق العبّادي. 2012-2017
- مأمون ثروت التلهوني. (2001-2011)
- علي محمد جدوع قباعة (1998-2001)
- أسامة محمود مقدادي. 1990-1998
- أحمد حكمت أحمد شركس. 1977-1990.[3]

## مهامها
طبقاً لنظام عام 1996، تتمثل أهم مهام دائرة المكتبة الوطنية الأردنية فيما يلي:
- اقتناء النتاج الفكري الوطني وتنظيمه والتعريف به.
- جمع وحفظ الكتب والمخطوطات والمطبوعات الدورية والمصورات والتسجيلات والأفلام المصورة وغيرها، مما له علاقة بالتراث الوطني بخاصة، وبالوطن العربي بعامة، وما يتصل بالحضارة العربية الإسلامية والتراث الإنساني.
- جمع الوثائق الموجودة لدى الوزارات والدوائر والمؤسسات الرسمية العامة، والوثائق المتعلقة بالمملكة الأردنية، والوثائق الشخصية وحفظها وتنظيمها ونشرها.
- القيام بمهام وأعمال الإيداع القانوني.
- إصدار الببليوغرافيا الوطنية، وتنظيم الفهرس الموحد.

## أقسامها
تتكون دائرة المكتبة الوطنية من عدة أقسام أهمها:
- مركز الإيداع: ويستقبل المستودعات من المطبوعات والمنشورات في ثلاث نسخ، طبقا لنظام الإيداع القانوني [4]
- مديرية التوثيق والوثائق: وهي القسم الذي يوازي ما تقوم به دور الأرشيف والمحفوظات بعدد من الدول، ومن مهام هذه المديرية:
  - جمع الوثائق من كافة المصادر الحكومية.
  - تصنيف وفهرسة الوثائق.

وقد بلغت محتوياتها حوالي مليون وثيقة حكومية وخاصة.
- مديرية التزويد: عن طريق الإهداء والشراء والتبادل.
- مديرية الخدمات المكتبية: لخدمة المستفيدين وتنظيم المعارض...[6]
- مديرية الببليوغرافيا الوطنية والفهرس الموحد: تتولى إصدار البليوغرافيا وأعمال الفهرسة والتصنيف...[7]

## إشارات مرجعية
1. 1 2 3  نص نظام رقم -59- لسنة 1996 [وصلة مكسورة] نسخة محفوظة 12 نوفمبر 2015 على موقع واي باك مشين.
2. ↑  موقع المكتبة الوطنية "نسخة مؤرشفة". مؤرشف من الأصل في 2016-12-06. اطلع عليه بتاريخ 2019-09-05.{{استشهاد ويب}}:  صيانة الاستشهاد: BOT: original URL status unknown (link)
3. ↑  رؤساء المكتبة الوطنية الاردنية ولوج بتاريخ 25-8-2020 نسخة محفوظة 24 يوليو 2020 على موقع واي باك مشين.
4. ↑  مركز الإيداع [وصلة مكسورة] نسخة محفوظة 06 ديسمبر 2016 على موقع واي باك مشين.
5. ↑  مديرية التوثيق والوثائق "نسخة مؤرشفة". مؤرشف من الأصل في 2016-12-06. اطلع عليه بتاريخ 2019-09-05.{{استشهاد ويب}}:  صيانة الاستشهاد: BOT: original URL status unknown (link)
6. ↑  مديرية الخدمات المكتبية [وصلة مكسورة] نسخة محفوظة 05 ديسمبر 2016 على موقع واي باك مشين.
7. ↑  مديرية الببليوغرافيا الوطنية نسخة محفوظة 17 ديسمبر 2016 على موقع واي باك مشين. [وصلة مكسورة]

## وصلة خارجية
- موقع المكتبة الوطنية الأردنية